# Bienvenue à la cité sanglante
Pour plus de détails, voir Fiche technique et Distribution.
Bienvenue à la cité sanglante (titre original : Welcome to Blood City) est un film britanico-canadien réalisé par Peter Sasdy sorti en 1977.

## Synopsis
Un homme se réveille dans un désert et se retrouve en compagnie d'un groupe de personnes qu'il ne connait pas. Il n'a plus de mémoire et ses compagnons sont également amnésiques. Par contre, ils sont tous en possession d'une carte sur laquelle apparait ce qui semble être leur nom.
Le groupe est attaqué par deux cowboys avant de rencontrer un shérif qui les amène à Blood City, une petite bourgarde de l'ouest régie par d'étranges lois.  Les membres du groupe apprennent qu'ils seront traités en esclaves et ne deviendront libres qu'après un an à moins de tuer un citoyen de Blood City dont ils prendront alors la place.
Tout ce qui se passe à Blood City est surveillé par deux personnes depuis une salle de contrôle munie d'écrans et d'ordinateurs.

## Autour du film
Bienvenue à la cité sanglante propose un amalgame de western et de science-fiction, un peu comme l'avait fait quelques années auparavant Mondwest, le premier film de Michael Crichton sorti en 1973.  Le réalisateur, Peter Sasdy, s'était fait connaitre en réalisant quelques films d'horreur pour la firme anglaise Hammer, dont  La Fille de Jack l'Éventreur et Comtesse Dracula.   
Bienvenue à la cité sanglante fait partie d'une vague de films coproduits par le Canada et le Royaume-Uni vers la fin des années 1970, comme Le Cercle infernal de Richard Loncraine ou Les Chats du diable de Denis Héroux.  Le film est présenté en compétition au Festival international de Paris du film fantastique et de science-fiction en mars 1977 et reçoit le prix du meilleur scénario.

## Fiche technique
- Titre original : Welcome to Blood City
- Titre français : Bienvenue à la cité sanglante
- Réalisation : Peter Sasdy
- Musique : Roy Budd
- Dates de sortie : 
  -  Canada : 23 août 1977 (Montréal Film Festival) [1]
  -  France : mars 1977 (Festival international de Paris du film fantastique et de science-fiction)

## Distribution
- Jack Palance : Frendlander
- Keir Dullea : Lewis
- Samantha Eggar : Katherine
- Barry Morse : Supervisor
- Hollis McLaren : Martine